# نای (ساز)
نای یکی از آلات موسیقی بادی ایرانیان باستان ( به خصوص ساسانیان ) است . نیی باشد که رامشگران زنند و به عربی آنرا مزمار نامند . ( برهان قاطع ) 
از انواع نای : نای روئین نایی باشد که در روز جنگ نوازند و بعضی گویند نفیر است و برخی گویند کرنا است . نای نبرد کرنای جنگ را گویند . نای نرم از آلات لهو فارسی است .
در مروج الذهب مسعودی از قول این خرداذبه آلات موسیقی زمان ساسانی را چنین نام می‌برد: «نای، تنبور، سرنای، چنگ و بر این می‌افزاید که «خوانندگی ایرانیان با عود(نای) چنگ بوده و این دو از ایشان بود،